# Galea spixii
Preá-do-nordeste (nome científico: Galea spixii) ou preá-da-caatinga, é uma espécie de roedor da família Caviidae.
Descoberta pelo naturalista alemão Spix, que viajou pelo Brasil no século XIX, e classificada como uma nova espécie pelo cientista Wagler, colega de Spix.
A Galea spixii possui três subespécies reconhecidas: Galea spixii spixii (Wagler, 1831); Galea spixii palustris (Thomas 1911) e Galea spixii wellsi (Osgood, 1915).
Presente na Caatinga e no Cerrado brasileiro, além de seu valor ecológico, esta espécie possui valor socioeconômico cujo manejo é incluso como conhecimento tradicional perpetuado pelas gerações entre a população local, que faz uso desse animal para fins alimentícios, artesanais e para criação.

## Distribuição
Essa espécie ocorre na região biogeográfica Neotropical. No Brasil, ocorre centrado na região Nordeste, predominantemente na Caatinga e, com menor frequência, no Cerrado, mas abrange parte de as cercanias da região como o Norte, o Centro-Oeste e o Sudeste brasileiro.
Sua área de ocorrência nesse país abrange o sudeste do Pará e do Mato Grosso, nordeste de Minas Gerais, oeste da Bahia, Pernambuco, mais especificamente no Centro de Manejo de Fauna da Caatinga (CEMAFAUNA Caatinga) no município de Petrolina,Paraíba e Rio Grande do Norte, sul do Ceará, centro-sul do Piauí e Maranhão.
Há registros informais de ocorrência dessa espécie na Bolívia, mas é necessário mais estudos para a confirmação.

## Habitat
O habitat do preá-da-caatinga consiste em áreas de afloramento rochoso e áreas abertas semelhantes a uma campina e áreas da Caatinga descritas como bosques de arbustos espinhentos, ou seja, áreas abertas com vegetação predominantemente rasteira, muito provavelmente se referindo a fitofisionomia da Caatinga arbustiva ou Carrasco. Esse roedor também suporta áreas com perturbação humana assim como áreas de cultivo.

## Características morfológicas
O preá-do-nordeste é um roedor de pelagem quase uniforme, dorso cinzento, com sutis variações de oliva e marrom claro, com ventre branco acinzentado, corpo alongado por volta de 23,5 cm de comprimento, massa corporal entre 200 a 650 g, orelhas pequenas e redondas com um ponto branco atrás, olhos rodeados de pelagem branca característica, incisos amarelos, provável razão pelo nome em inglês Spix's Yellow-toothed Cavy, e ausência de cauda externa.
A espécie Galea Spixii se difere de outras espécies do mesmo gênero por características externas e internas as quais foram contempladas na chave dicotômica presente no livro “Mammals of the South America, vol.2”, uma ferramenta eficiente para a correta identificação de espécies.

## Comportamento
São animais diurnos com maior atividade crepuscular, são herbívoros forrageadores que se alimentam de vegetação rasteira, como folhas, ramos e frutos raramente manipulando o alimento com as patas dianteiras. São quadrúpedes que se locomovem principalmente correndo com pequenos impulsos similares a saltos e andam em passos alternados . Ao contrário do Kerodon rupestris e Galea musteloides, o Galea spixii nunca foi observado escalando árvores .
O preá-do-nordeste apresenta comportamentos como autolimpeza a qual envolve uma série de comportamentos com lamber as patas para esfregar a cabeça e o corpo e mordisco, os quais só foram observados como um comportamento social poucas vezes apenas entre mães e filhotes, apesar de viverem em colônia. Além disso, foi observado o comportamento de banhos de areia em que uma área do solo é limpa pelo roedor onde ele se esfrega e salta em cima da terra. Tal comportamento para o Galea spixii apresentou indícios de relação com marcação de território em que nesse ato ele esfrega o períneo na terra e, por vezes, urina no local . Por esse movimento estar relacionado à marcação de território, ocorrem perseguições entre machos dominantes e não dominantes e, por vezes, fêmeas dominantes praticam o mesmo, comum quando um novo indivíduo tenta marcar território já ocupado. Também foi observado a fêmea marcando seu cheiro em um macho com urina em um contexto reprodutivo.
Essa espécie também possui movimentos de afirmação de dominância entre machos em que o dominante usa movimentos de cabeça, corridas e pulos na direção do não dominante com outro movimento exagerado de cabeça, além de perseguições. Em um ambiente sem hierarquia, os indivíduos assumem uma posição curvada e enrijecida, como uma postura de ameaça, seguida de pulos com giros de 90º a 180º com intenção de ficar em cima do outro para determinar dominância, essa situação se repete até que um dos indivíduos fuja. 
Quando mantidos em uma área reduzida os comportamentos agressivos entre machos aumenta, mas principalmente o comportamentos agressivos das fêmeas que por vezes leva o macho a óbito. Ambas as situações exigem que para o manejo da espécie seja utilizado uma área grande aberta para redução da mortalidade dos masculina.

## Reprodução
O Galea spixii são roedores que têm chamado a atenção da comunidade científica por apresentarem um dimorfismo sexual incomum, caracterizado pela genitália externa das fêmeas com traços masculinizados.
Os órgãos genitais do macho de Galea spixii são compostos por testículos, epidídimo, glândulas genitais acessórias como próstata, glândulas vesiculares e bulbares da uretra, além de pênis e escroto. Já o aparelho reprodutor feminino da espécie é constituído por ovários, tubas uterinas e cornos, útero, vagina e vulva. 
Na reprodução da espécie, a fêmea apresenta um aparelho reprodutor característico dos roedores caviídeos, com útero duplo e vagina única. A anatomia dos órgãos genitais femininos, destaca-se pela presença de um canal cervical bem desenvolvido e um clitóris alongado, características relevantes para práticas de manejo e reprodução assistida.
Sobre o clico estral da espécie, foi identificado quatro fases distintas: proestro, estro, metaestro e diestro. O estro tem duração média de 24 horas e ocorre em intervalos de aproximadamente 15 dias. A ovulação é espontânea e o comportamento reprodutivo das fêmeas inclui sinais visíveis de receptividade sexual durante o estro.
A gestação dura cerca de 48 dias, e as ninhadas variam de dois a quatro filhotes. O tempo maturação sexual difere entre machos e fêmeas, em que os machos atingem a maturidade com cerca de 135 dias de idade, enquanto as fêmeas com cerca de 80 dias de idade.
Do ponto de vista masculino, o desenvolvimento da espermatogênese em Galea spixii, observaram que machos criados em cativeiro iniciam a produção espermática em torno dos 45 a 60 dias de vida. Estudos evidenciaram uma maturação rápida do sistema reprodutor, o que sugere potencial para reprodução precoce em programas de criação e manejo.
Além dos aspectos fisiológicos, os aspectos etnozoológicos também são relevantes para compreender a reprodução da espécie em contextos tradicionais. Populações do semiárido nordestino regulam o comportamento reprodutivo da preá como, eficiente e de alta fecundidade. É comum o conhecimento local de que uma fêmea pode gerar múltiplas ninhadas por ano, com ninhadas de dois a quatro filhotes, e que o acasalamento ocorre logo após o parto, devido à ocorrência do estro pós-parto.

## Importância ecológica
A espécie Galea spixii (preá) desempenha um papel ecológico relevante nos ecossistemas do semiárido brasileiro, particularmente na Caatinga, contribuindo para a manutenção da biodiversidade e dos ciclos ecológicos locais. Como pequeno herbívoro, sua presença influência diretamente a estrutura da vegetação e a dinâmica trófica do ambiente em que habita.
Do ponto de vista da cadeia alimentar, a preá atua como presa para uma ampla gama de predadores, incluindo serpentes, aves de rapina e carnívoros de médio porte, desempenhando papel fundamental no equilíbrio populacional dessas espécies. Sua abundância em determinadas áreas o torna um recurso alimentar estratégico para predadores, funcionando como importante entre os níveis tróficos inferiores e superiores.
Outrossim, a atividade alimentar de Galea spixii, baseada na herbivoria selecionada, interfere na dispersão de sementes e no controle do crescimento de espécies vegetais pioneiras. Esse comportamento pode favorecer processos de regeneração natural da vegetação, especialmente em áreas abertas e em recuperação.

## Estado de conservação da espécie
O conhecimento ecológico tradicional,    destaca a abundância da espécie em ambientes naturais e seu uso contínuo pelas populações humanas como fonte de proteína animal. Em muitos municípios do semiárido nordestino, Galea spixii é caçada de forma tradicional e empregada tanto na alimentação, como em práticas culturais, o que contribui para o uso contínuo de seus habitats naturais.
Apesar disso, a preá é considerada uma espécie de baixo risco de extinção  em virtude de sua alta taxa reprodutiva, ampla distribuição e capacidade de adaptação a ambientes antropizados. Estudos sobre seu ciclo reprodutivo e desenvolvimento espermatogênico  , reforçam essa resiliência, demonstrando que a espécie pode se reproduzir com frequência e eficiência mesmo em condições de cativeiro, o que abre caminho para iniciativas de manejo sustentável e programas de criação.
No entanto, é importante considerar que, embora globalmente não ameaçada, as populações locais podem sofrer declínios em razão de fatores como desmatamento, fragmentação de habitat, queimadas e caça excessiva. 

## Manejo em cativeiro da espécie
O manejo em cativeiro de Galea spixii tem despertado interesse por seu potencial zootécnico, ecológico e cultural, especialmente entre comunidades do semiárido brasileiro. A espécie apresenta características favoráveis à criação, como comportamento dócil, rusticidade e alta eficiência reprodutiva. Fêmeas possuem ciclos estrais curtos, com ovulação espontânea e ninhadas frequentes de dois a quatro filhotes. Machos iniciam a espermatogênese por volta dos 60 dias de vida, permitindo controle genético e rápida renovação populacional. Adaptam-se bem ao cativeiro devido ao comportamento gregário e à dieta vegetal diversificada, o que facilita a alimentação com recursos locais.    
Embora práticas tradicionais de manejo já existam, são geralmente rudimentares e carecem de orientação técnica. A integração entre saberes populares e científicos pode fortalecer sistemas sustentáveis de criação, promovendo bem-estar animal, conservação ex situ e segurança alimentar.  

## Uso sustentável da espécie
O uso sustentável de Galea spixii (preá) tem sido promovido como alternativa para conciliar conservação da biodiversidade e uso racional dos recursos naturais no semiárido nordestino, onde a espécie é valorizada culturalmente e nutricionalmente por comunidades rurais.   
A biologia da espécie, marcada por alta taxa reprodutiva, rápido crescimento e boa adaptação ao cativeiro, favorece a criação em sistemas semi-intensivos ou intensivos. Isso permite a produção de carne de preá para consumo e geração de renda, diminuindo a pressão da caça sobre outros indivíduos silvestres.  
O manejo sustentável pode ser integrado a políticas de desenvolvimento rural e segurança alimentar, especialmente em áreas com baixos indicadores socioeconômicos, ao mesmo tempo em que valoriza os saberes locais. Além disso, sua utilização evita a introdução de espécies exóticas e contribui para a resiliência dos agroecossistemas da Caatinga. 
Contudo, a efetividade dessas práticas exige regulamentação, capacitação técnica e apoio à pesquisa. A falta de políticas públicas específicas para o manejo de roedores silvestres ainda é um entrave. Assim, o uso sustentável de Galea spixii deve ser visto como uma estratégia integrada de conservação e desenvolvimento regional, aliando conhecimento tradicional, segurança alimentar e proteção dos ecossistemas nativos. 

## Conclusão
Galea spixii é uma espécie importante para o equilíbrio ecológico da Caatinga e para a subsistência de comunidades do semiárido brasileiro. Sua alta capacidade reprodutiva, rusticidade e vínculo com práticas culturais tradicionais favorecem o manejo sustentável e a criação em cativeiro. Apesar de não estar ameaçada, sua conservação exige políticas públicas, valorização do conhecimento local e incentivo à pesquisa. O uso sustentável do preá pode contribuir tanto para a segurança alimentar quanto para a preservação da biodiversidade em contextos socioambientais vulneráveis.